# 乌尔夫·约翰松
乌尔夫·约翰松（瑞典語：Ulf Johansson，1967年5月26日—），瑞典男子冬季两项运动员。他曾代表瑞典参加1992年和1994年冬季奥林匹克运动会冬季两项比赛，获得一枚铜牌。